# Cobalt (Missouri)
Cobalt è un villaggio degli Stati Uniti d'America, situato nello Stato del Missouri, nella contea di Madison.